# كليمنت سوتو فيليز
كليمنت سوتو فيليز (بالإنجليزية: Clemente Soto Vélez)‏ هو مؤلف وكاتب وصحفي وشاعر أمريكي، ولد في 1905 في Lares, Puerto Rico ‏ في الولايات المتحدة، وتوفي في 1993 في سان خوان في بورتوريكو.